# McMurtry Spéirling
El McMurtry Spéirling es un prototipo de automóvil eléctrico monoplaza que batió récords  y se presentó por primera vez en el Festival de la Velocidad de Goodwood en 2021. El automóvil está desarrollado por McMurtry Automotive, una startup registrada británica fundada el 2 de junio de 2016 por Sir David McMurtry (cofundador y presidente ejecutivo de Renishaw plc). "Spéirling" en irlandés significa "tormenta".

## Historia
Según McMurtry, la motivación detrás del automóvil era desafiar la tendencia de la industria de vehículos cada vez más pesados y, utilizando los primeros principios de diseño, crear un automóvil eléctrico liviano para conductores. El prototipo es el primer paso para demostrar lo que los clientes experimentarán en la carretera y en la pista. Actualmente no participa en una serie de carreras, pero está construido para satisfacer los requisitos de seguridad relevantes de los deportes de motor, con estructuras de choque y un chasis monocasco de fibra de carbono con protección integral contra vuelcos. Su único diferenciador de rendimiento es el sistema de carga aerodinámica impulsado por ventilador, que proporciona 2000 kg de carga aerodinámica desde 0 mph.
El coche se presentó por primera vez en el Festival de la Velocidad de Goodwood del 8 al 11 de julio de 2021 y fue conducido por Derek Bell. El coche se desarrolló en secreto durante tres años.
El 26 de junio de 2022, el Spéirling logró un nuevo récord de subida de colinas en el Festival de la Velocidad de Goodwood, completando el recorrido de 1,87 kilómetros (1,16 millas) en 39,08 segundos con el piloto de pruebas de McMurtry, Max Chilton, al volante.
En diciembre de 2022, reclamó el récord del automóvil de carretera con la aceleración más rápida utilizando sincronización GPS independiente con los siguientes tiempos sin lanzamiento por Mat Watson de carwow en Silverstone:
- De 0 a 60 mph (0 a 97 km/h): 1,40 segundos.
- De 0 a 100 mph (0 a 161 km/h): 2,63 segundos.
- De 0 a 145 mph (0 a 233 km/h): 4,98 segundos.
- Desde parado al 1/4 de milla (402 m): 7,97 segundos.

Al considerar el tiempo de 1/4 de milla, vale la pena señalar que el coche estaba limitado electrónicamente a una velocidad máxima de 150 mph durante aproximadamente los últimos 3 segundos de la carrera. El automóvil también funcionaba con neumáticos de arrastre hechos a medida y no era un modelo de automóvil de producción.
El 27 de abril de 2024, durante una prueba con otros vehículos de competición en el circuito y con la potencia de los motores y el ventilador limitada a un 80%, el Spéirling logró completar el circuito de Silverstone en un tiempo de 1:40.92 minutos con el piloto de pruebas de McMurtry, Max Chilton, al volante.

## Especificaciones
McMurtry no ha publicado cifras de masa y potencia, pero confía en que el coche pesará menos de 1.000 kg y tendrá una relación masa-potencia de al menos 746 kW por 1.000 kg (1 caballo de fuerza por kilogramo /2,2 libras por caballo de fuerza ). El fabricante afirma que esto será suficiente para que el coche acelere de 0 a 300 km/h (190 mph) en 9 segundos, así como para alcanzar una velocidad máxima estimada superior a 320 km/h (200 mph). El tiempo estimado de conducción en una pista de carreras a ritmo GT4 es de unos 25 minutos.
El coche tiene tracción trasera mediante dos motores eléctricos colocados dentro de un "eje electrónico" especialmente diseñado y utiliza frenos de carbono. El monocasco tiene espacio para un conductor de entre 150 y 200 cm (4,9 y 6,6 pies) de altura. La batería está integrada en una celda de seguridad separada dentro del monocasco.

### Carga aerodinámica activa
Un aspecto especial del diseño del automóvil es su sistema de carga aerodinámica activa sin el uso de grandes divisores o alas, mediante ventiladores gemelos que proporcionan 2.000 kg (4.400 lb) adicionales de carga aerodinámica desde parado. Cuando los ventiladores están a máxima velocidad, emiten unos 120 dB de ruido, comparable al de un motor a reacción a máxima potencia.
El uso de ventiladores impulsados por motores separados para proporcionar fuerza aerodinámica fue concebido por primera vez por Jim Hall para el Chaparral 2J, un automóvil Can-Am que diseñó, construyó y corrió en 1970. Fue prohibido al final de la serie Can-Am de 1970. También se utilizó un sistema de ventilador de carga aerodinámica en el coche de Fórmula 1 Brabham BT46, que fue diseñado por Gordon Murray. El BT46B corrió a principios de la temporada de 1978 con gran éxito antes de que se hiciera un cambio de reglas bajo la presión de otros equipos de carreras, lo que resultó en la prohibición de superficies aerodinámicas móviles.

### Llantas
El ancho de los neumáticos es de 210 mm delante y 240 mm detrás, ambos en llantas de 19 pulgadas (483 mm). Esto es modesto para un superdeportivo y comparable con los coches de carretera normales, que suelen tener neumáticos con una anchura de entre 195 mm y 205 mm.

### Coches eléctricos comparables
- Volkswagen I.D. R
- Rimac Nevera
- NIO EP9
- Aspark Owl